# 章要児
章 要児（しょう ようじ）は、南朝陳の武帝陳霸先の皇后。本姓は鈕氏。本貫は呉興郡烏程県。

## 経歴
梁の散騎侍郎の章景明と蘇氏（安吉県君）のあいだの娘として生まれた。成長すると、その容姿とふるまいは美しく、手の爪の長さを5寸に伸ばした。読み書き計算を得意とし、『詩経』と『楚辞』を暗誦することができた。陳霸先ははじめ呉興郡の銭仲方の娘を先妻に迎えていたが、早くに死去したため、要児を後妻として迎えた。
大同11年（545年）、陳霸先が交州に南征すると、要児は息子陳昌や甥陳蒨とともに広州から海道を通って長城県に帰った。侯景の乱が起こり、大宝2年（551年）に陳霸先が豫章におもむくと、要児は侯景の軍に捕らえられた。翌年に侯景の乱が平定されると、要児は解放されて長城県公夫人となった。太平2年（557年）正月、義興国夫人となった。同年（永定元年）10月、陳が建国されると、皇后に立てられた。
永定3年（559年）6月、陳霸先が死去すると、要児は中書舎人の蔡景歴と相談して、夫の死を隠して喪を発さず、臨川王陳蒨を南皖から召し出した。文帝（陳蒨）が即位すると、7月に要児は皇太后となり、慈訓宮に起居した。天康元年（566年）4月、廃帝（陳伯宗）が即位すると、要児は太皇太后となった。光大2年（568年）11月、要児は廃帝を臨海王に落とし、安成王陳頊に即位するよう令を下した。太建元年（569年）正月、宣帝（陳頊）が即位すると、要児はまた皇太后となった。太建2年（570年）3月、紫極殿で死去した。享年は65。4月、万安陵に陪葬された。諡は宣太后といった。

## 伝記資料
- 『陳書』巻7 列伝第1
- 『南史』巻12 列伝第2